# 정선군 (1948년 선거구)
정선군은 대한민국의 옛 국회의원 선거구이다. 당시 강원도 정선군 지역을 관할했다.

## 역사
제헌 국회의원 선거를 앞두고 정선군 전 지역을 관할하는 선거구로 신설되었다.
제6대 국회의원 선거를 앞두고 영월군 선거구와 통합되면서 영월군·정선군 선거구를 이루게 됨에 따라 폐지되었다.

## 역대 국회의원
| 선거   | 정당 | 정당               | 의원   |
| ------ | ---- | ------------------ | ------ |
| 1948년 |      | 무소속             | 최태규 |
| 1950년 |      | 대한독립촉성국민회 | 이종형 |
| 1954년 |      | 무소속             | 전상요 |
| 1958년 |      | 무소속             | 유기수 |
| 1960년 |      | 민주당             | 신인우 |

## 역대 선거 결과

### 대한민국 제헌 국회의원 선거
|  | 31.81% |

|  | 25.00% |

|  | 21.45% |

|  | 18.20% |

|  | 3.51% |

### 대한민국 제2대 국회의원 선거
|  | 22.38% |

|  | 19.72% |

|  | 14.87% |

|  | 14.02% |

|  | 11.64% |

|  | 10.32% |

|  | 7.02% |

### 대한민국 제3대 국회의원 선거
|  | 45.91% |

|  | 39.86% |

|  | 11.48% |

|  | 2.73% |

### 대한민국 제4대 국회의원 선거
|  | 41.07% |

|  | 29.49% |

|  | 11.70% |

|  | 10.69% |

|  | 7.02% |

### 대한민국 제5대 국회의원 선거
|  | 26.48% |

|  | 25.02% |

|  | 18.47% |

|  | 13.12% |

|  | 12.00% |

|  | 4.88% |